# Молчановка (Тернопольская область)
Молчановка (укр. Мовчанівка) — село в Подволочисской поселковой общине Тернопольского района Тернопольской области Украины.
До 2020 года входило в Подволочисский район.
Население по переписи 2001 года составляло 427 человек. Почтовый индекс — 47840. Телефонный код — 3543.